# 17853 Ronaldsayer
17853 Ronaldsayer este un asteroid din centura principală de asteroizi.

## Descriere
17853 Ronaldsayer este un asteroid din centura principală de asteroizi. A fost descoperit pe 1 mai 1998 la Stația Anderson Mesa în cadrul programului LONEOS. Asteroidul prezintă o orbită caracterizată de o semiaxă mare de 3,12 ua, o excentricitate de 0,17 și o înclinație de 6,4° în raport cu ecliptica.